# Bishopstrow
Bishopstrow – wieś w Anglii, w hrabstwie Wiltshire. Leży 29 km na północny zachód od miasta Salisbury i 146 km na zachód od Londynu.